# Mijaíl Zhvanetski
Mijaíl Mijáilovich Zhvanetski (en ruso: Михаи́л Миха́йлович Жване́цкий; Odesa, 6 de marzo de 1934 - Moscú, 6 de noviembre de 2020) fue un escritor, satírico e intérprete soviético y ruso de origen judío. Conocido por sus programas sobre diferentes aspectos de la Unión Soviética y de la vida cotidiana postsoviética.
Los monólogos y bocetos de Zhvanetski fueron realizados por Arkadi Raikin, Román Kártsev y Víktor Ílchenko. Se unió a la Unión de Escritores Soviéticos en 1978 y fue autor de varios libros.

## Premios y honores
Zhvanetski recibió los siguientes títulos honoríficos y fue condecorado con las siguientes órdenes:
- Artista del Pueblo de la Federación Rusa (2012)
- Artista del Pueblo de Ucrania (народний артист України), 1999.[4]
- Artista meritorio de la Federación de Rusia (Заслуженный деятель искусств Российской Федерации), 2001
- Artista meritorio de la República Autónoma de Crimea, Ucrania (заслужений діяч мистецтв Автономної Республіки Крим), 2002
- Orden al Mérito por la Patria rusa, cuarta clase, del presidente Medvédev en el 75.º cumpleaños de Zhvanetski en 2009
- Presidente del Club Internacional de Odessa
- Orden de la Amistad de los Pueblos (1994)
- Premio independiente «Triunfo» (1994)
- Miembro de la Unión de Escritores (1978-1991)
- Ciudadano honorario de Odessa (1994)
- Miembro del Presidium del Congreso Judío Ruso
- Coraza del Ministerio de Relaciones Exteriores de Rusia "por contribución a la cooperación internacional"

El Bulevar de las Artes en Odessa pasó a llamarse Bulevar Zhvanetski (5 de abril de 2009).

## Curiosidades
Un planeta menor, 5931 Zhvanetskij, descubierto el 1 de abril de 1976, lleva su nombre (usando una transliteración diferente del apellido).